# Dangerous Woman
Dangerous Woman (en español: 'Mujer peligrosa') es el tercer álbum de estudio de la cantante, compositora y actriz estadounidense Ariana Grande, lanzado el 20 de mayo de 2016 a través del sello discográfico Republic Records. Es el seguimiento de su segundo álbum de estudio My Everything (2014) y cuenta con las colaboraciones de Nicki Minaj, Lil Wayne, Macy Gray y Future.
El álbum fue originalmente nombrado "Moonlight", y tenía destinada la canción «Focus», como el primer sencillo, sin embargo se decidió cambiar el nombre del álbum a Dangerous Woman y destinar la pista homónima como primer sencillo.
Dangerous Woman representa una etapa más madura de la cantante, con sonidos pop, dance-pop, synth-pop y R&B, con influencias de jazz, reggae, house y dream-pop. Grande trabajó con los compositores y productores Max Martin, Savan Kotecha, Tommy Brown, Ilya Salmanzadeh, Johan Carlsson, Peter Svensson, Steven Franks, Billboard y Twice as Nice.
El álbum debutó en el número dos en el Billboard 200 de EE. UU., ganando 175,000 unidades álbum equivalente en su primera semana, con 129,000 procedentes de las ventas de puras. En el Reino Unido, el álbum debutó en el primer puesto, convirtiéndose en su primer número uno en el país. El primer sencillo Dangerous Woman fue lanzado el 11 de marzo, el año 2016 y alcanzó el puesto número ocho en los EE. UU. Billboard Hot 100. El segundo sencillo, Into You, fue lanzado el 6 de mayo de 2016, y alcanzó el número 13 en la tabla, el tercer sencillo fue Side to Side fue lanzado 28 de agosto del 2016 fue la canción más exitosa del álbum alcanzando el puesto número cuatro en los EE. UU., y por último el sencillo Everyday fue lanzado el 11 de enero del 2017 y alcanzó el número cincuenta y cinco, convirtiéndose en el sencillo oficial con menos ventas del álbum. Tres sencillos promocionales fueron liberados para el álbum; Be Alright, Let Me Love You (con el rapero Lil Wayne) y Jason's Song (Gave It Away); los dos primeros lograron posicionarse en los números 42 y 98 en el Billboard Hot 100, respectivamente. 
Es el primer álbum de Grande en contar con una etiqueta de Parental Advisory (solo en la portada de la versión deluxe), debido al contenido explícito y el lenguaje soez presente en la letra de algunas canciones como Side to Side, Everyday y Thinking Bout You.
El álbum recibió reseñas generalmente positivas de parte de los críticos y ha logrado un gran éxito ya que alcanzó la posición #1 en más de 80 países en iTunes. Grande ha promovido el disco varias veces en la televisión. Ella fue artista invitada en Saturday Night Live. También cantó un popurrí de «Dangerous Woman» e «Into You» en los Premios Billboard Music Awards, actuó en los 2016 MTV Video Music Awards, en los American Music Awards y en numerosos shows televisivos como el Show de Ellen. Grande llevó a cabo una gira mundial de conciertos bajo el nombre de Dangerous Woman Tour como parte de promoción del álbum en 2017.

## Antecedentes
Ariana comenzó a grabar las canciones para el álbum poco después de la finalización de su segundo álbum, My Everything (2014), y continuó durante todo el verano y otoño de 2015, en los descansos que tenía dentro de su The Honeymoon Tour con sus amigos Tommy Brown y Victoria Monét. "Focus", que inicialmente estaba destinado a ser el primer sencillo del álbum, pero la eliminó del álbum salvo en su versión japonesa. Fue lanzado digitalmente el 30 de octubre de 2015, la canción debutó y alcanzó el puesto número siete en el Billboard Hot 100, vendiendo 113,000 copias en su primera semana en los Estados Unidos y el 26 de enero de 2016, la canción fue certificada como Platino por la Asociación de Industria Discográfica de Estados Unidos, por las ventas combinadas y unidades de streaming que ya sumaban más de 1 millón de unidades equivalentes. Grande terminó el álbum el 22 de enero de 2016.
El álbum fue originalmente titulado Moonlight. En Jimmy Kimmel Live!, en enero de 2016, Grande reveló que ya no estaba segura del nombre, y que podría obtener el título del álbum de la siguiente canción que se lanzaría. Se anunció el nuevo título del álbum, Dangerous Woman, el 22 de febrero de 2016, a través de sus cuentas de Snapchat y Twitter; al día siguiente, publicó una foto en Instagram con una leyenda citando la novela de 1975 de la escritora feminista egipcia Nawal El Saadawi, Woman at Point Zero de la siguiente manera: "Me dijeron: 'usted es una salvaje y peligrosa mujer'.. estoy diciendo la verdad y la verdad es salvaje y peligrosa". En cuanto a por qué el nombre del álbum fue cambiado, Grande declaró que no tenía que ver con que retrata a sí misma como una persona más fuerte y para alentar a los fanáticos, dijo:" 'Moonlight' es una canción preciosa, un título precioso, muy romántico, y que sin duda une la música antigua y la nueva música; pero Dangerous Woman es mucho más fuerte, para mí, una mujer peligrosa es alguien que no tiene miedo de tomar una posición, de ser ella misma y de ser honesta".
Hay cuatro colaboraciones en el disco. Cuando el álbum estuvo disponible para pre-order el 11 de marzo, Lil Wayne se confirmó como un colaborador en una pista titulada "Let Me Love You". Más tarde, Grande reveló que trabajó con Macy Gray en "Leave Me Lonely", y confirmó colaboraciones con Nicki Minaj y Future.

## Lanzamiento y promoción

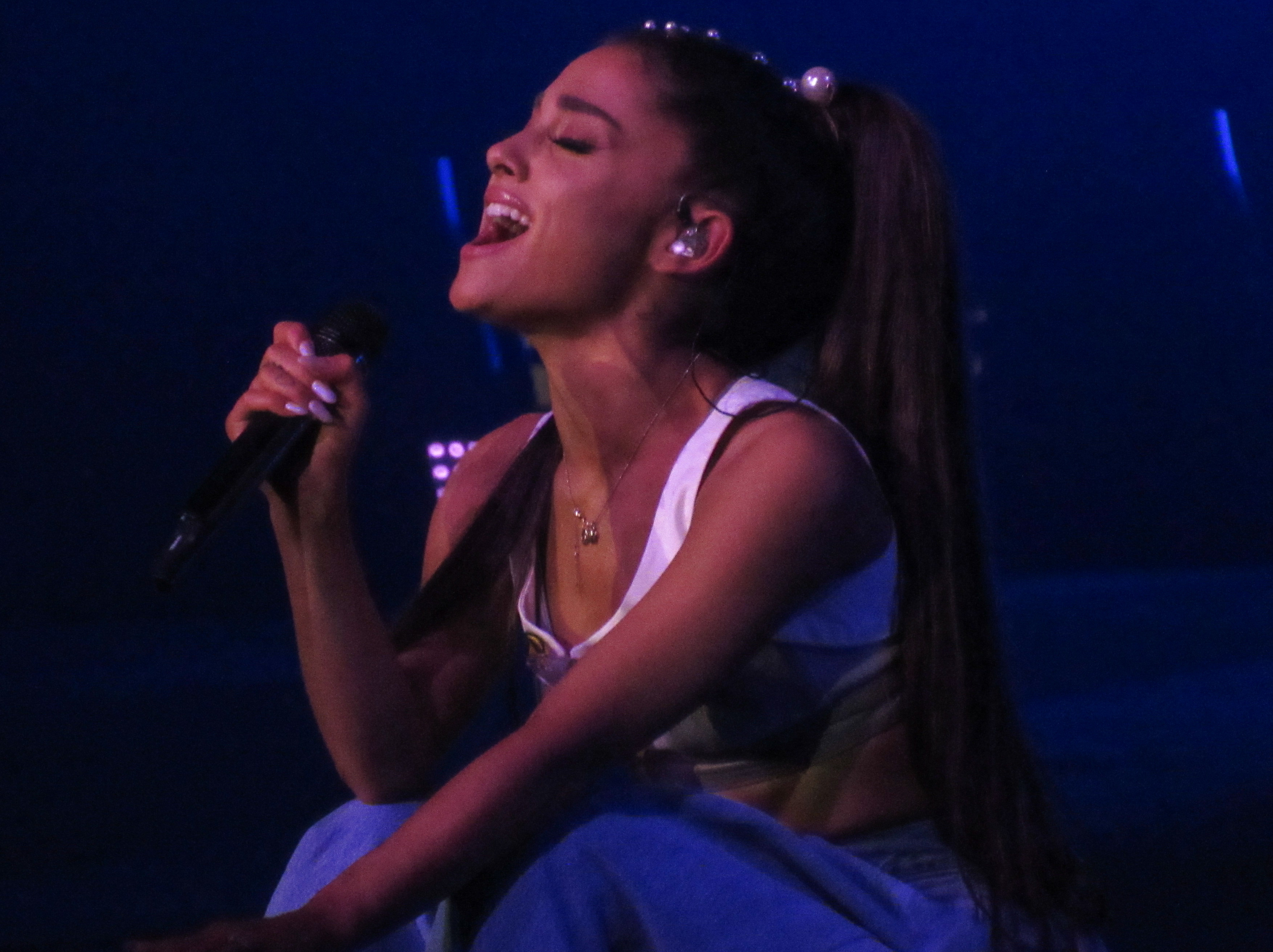
Ariana Grande interpretando "Thinking Bout You" durante el Dangerous Woman Tour.

Grande anunció el título final del álbum el 22 de febrero de 2016, a través de su Snapchat. Dos días más tarde, Grande puso en marcha un sitio web para promover su álbum, que cuenta con una sección de "té" donde se muestra nueva información respecto al álbum, así como una sección "Tienda", en el que se vende la mercancía relacionada al álbum. La portada del álbum oficial fue lanzado el 10 de marzo a través de las redes sociales de Grande y en su página web oficial. El 12 de marzo de 2016, Grande era el host y el invitado musical del programa de NBC: Saturday Night Live, donde cantó "Dangerous Woman" y "Be Alright". Un sencillo promocional, "Be Alright", fue lanzado el 18 de marzo de 2016. El 13 de mayo de 2016 Ariana anuncio a través de su cuenta en Instagram que una nueva canción perteneciente de su nuevo álbum será liberada exclusivamente en Apple Music cada día hasta el lanzamiento oficial del álbum

## Sencillos
- Focus

"Focus", fue lanzado el 30 de octubre de 2015 y debutó en el número 7 en el Hot 100. Aunque en un principio tenía la intención de ser el primer sencillo del álbum, fue retirado de la edición estándar y fue incluida en la edición de Japón. Bustle especuló que esto era posiblemente debido a un cambio en el estilo del álbum.
- Dangerous Woman

El primer sencillo homónimo del álbum, «Dangerous Woman», fue lanzado el 11 de marzo de 2016, junto con la pre-order del álbum en la iTunes Store. El video oficial se lanzó en YouTube por el canal de Ariana en Vevo el 30 de marzo de 2016 y consiguió más de 2 millones de visualizaciones en el primer día de lanzamiento. En el mismo podemos ver a Ariana cantando con el pelo suelto y posando con distintos colores de fondos frente a un telón y en un sofá. La canción "Dangerous Woman" llegó al puesto #8 en el chart de Billboard, un fragmento de la canción fue lanzada como música de fondo en el Victoria's Secret Swim Special el 9 de marzo de 2016, que fue enviado a la radio rítmica el 15 de marzo de 2016.
- Into You

El segundo sencillo del álbum tiene por nombre «Into You» y fue lanzado el 6 de mayo de 2016. La canción contiene los géneros Pop y EDM y habla sobre un amor muy intenso. Llegó al puesto #13 en el chart de Billboard El vídeo musical se estrenó el 24 de mayo de ese año y consiguió más de 2 millones de visitas en su primer día. En él, Grande se escapa al desierto en una moto con su amante, paran en un motel y disfrutan la noche. Al final se puede ver que el novio la trataba mal y su noviazgo era solo una imagen para los medios de comunicación, finalmente ambos se escapan juntos y el video concluye con ellos dos yendo en motocicleta por el atardecer. Tanto el video como la canción reecibieron buenas críticas. Ariana lo cantó en los premios de Billboard en mayo de 2016.
- Side to Side

El tercer sencillo del álbum lleva por nombre «Side to Side» con la colaboración de la rapera y cantautora Trinitense Nicki Minaj. Llegó al puesto #4 en el chart de Billboard. El video musical de la canción se estrenó el 29 de agosto de 2016 en el canal de Youtube de la cantante, el mismo consiguió más de 4 millones de visitas en su primer día de lanzamiento. En el video podemos ver a Ariana cantando y dando una sensual clase de spining, luego en unos vestuarios bailando con un cuerpo de baile femenino y vestida como boxeadora y finalmente aparece con Nicki Minaj en un enorme sauna en donde la última rapea. Ambas artistas cantaron a dúo esta canción en los VMA's en agosto de 2016, cual fue la presentación más esperada de la noche. Y en noviembre del mismo año en los AMA's. La cual la revista Billboard la catalogó lo mejor de la noche.
- Everyday

El cuarto sencillo titulado Everyday cuenta con el acto vocal del famoso rapero Future. El 1° de febrero salió el Lyric del video donde puede verse a Ariana que canta y baila delante de una serie de reflectores. El vídeo oficial fue lanzado el 26 del mismo mes en la cuenta de Vevo de la cantante y alcanzó más de 5 millones de reproducciones en menos de 24 horas. El vídeo musical está dirigido por el director Cinematográfico Chris Marrs Piliero. El vídeo representa como el amor sin importar tu color de piel, preferencia sexual, forma de tu cuerpo o edad puede manifestarse libremente y sin ningún taboo además de ser una crítica a las personas que piensan que hablar de la sexualidad es malo y debe permanecer oculto. La canción solo logró mantenerse en el puesto #55 del Billboard Hot 100.

## Desempeño comercial
En los Estados Unidos, Dangerous Woman debutó en el segundo lugar del Billboard 200 con un total de 175,000 unidades en combinación de streaming y ventas, de esto 129,000 siendo copias en ventas puras, dicha lista le ha reconocido a Grande, su álbum con más semanas (no consecutivas) en el Top 10, siendo en total ocho.
En Japón, el álbum debutó en el número 2 de la álbumes de Oricon Chart, vendiendo 20,800 copias en su primera semana, y cada vez más alto rango álbum de Grande en esa región En la segunda semana, el álbum cayó al número 8, vendiendo 11,950 copias en la tercera semana, se mantuvo en el número 8, con 7,022 copias vendidas a partir de junio de 2016, Dangerous Woman ha vendido más de 100,000 copias en Japón, en combinación con el sistema Sales Plus Streaming lo que le conllevó a ser certificado Oro en dicho país, superando las 50,000 copias en ventas puras.
En el Reino Unido, el álbum debutó en el número uno en la Discos cartográficos oficiales, convirtiéndose en el primer álbum número uno de Grande en el Reino Unido, el álbum también llegó a la cima de las listas en otros once mercados más, incluyendo Australia, Brasil,  Irlanda, Italia, Países Bajos, Nueva Zelanda, España, entre otros más.

## Lista de canciones
- Edición estándar

| N.º   | Título                            | Escritor(es)                                                                             | Productor(es)                 | Duración |  |
| 1.    | «Moonlight»                       | Ariana Grande, Tommy Brown, Victoria Monet                                               | TB Hits                       | 3:22     |  |
| 2.    | «Dangerous Woman»                 | Johan Carlsson, Ross Golan, Max Martin                                                   | Martin, Carlsson              | 3:56     |  |
| 3.    | «Be Alright»                      | Brown, McCants, Khaled Rohaim, Nicholas Audino, Lewis Hughes, Ariana Grande, Willie Tafa | Twice as Nice, TB Hits        | 2:57     |  |
| 4.    | «Into You»                        | Grande, Martin, Savan Kotecha, Alexander Kronlund, Ilya Salmanzadeh                      | Martin, Ilya                  | 4:04     |  |
| 5.    | «Side to Side» (con Nicki Minaj)  | Grande, Salmanzadeh, Martin, Onika Maraj, Kronlund, Kotecha                              | Martin, Ilya                  | 3:46     |  |
| 6.    | «Let Me Love You» (con Lil Wayne) | Grande, Brown, McCants, Steven Franks, Dwayne Carter                                     | TB Hits, Mr. Franks           | 3:43     |  |
| 7.    | «Greedy»                          | Martin, Kotecha, Kronlund, Salmanzadeh                                                   | Martin, Ilya                  | 3:34     |  |
| 8.    | «Leave Me Lonely» (con Macy Gray) | Brown, Franks, Thomas Parker Lumpkins, McCants                                           | TB Hits, Mr. Franks, Lumpkins | 3:49     |  |
| 9.    | «Everyday» (con Future)           | Grande, Kotecha, Salmanzadeh, Nayvadius Wilburn                                          | Ilya                          | 3:14     |  |
| 10.   | «Bad Decisions»                   | Grande, Martin, Kotecha, Salmanzadeh                                                     | Martin, Ilya                  | 3:46     |  |
| 11.   | «Thinking Bout You»               | Svensson, Chloe Angelides, Jacob Kasher Hindlin, Mathieu Jomphe Lépine                   | Svensson, Billboard           | 3:20     |  |
| 39:32 |                                   |                                                                                          |                               |          |  |

| Dangerous Woman – Edición de lujo internacional y edición Norteamericana (Bonus Tracks) |                             |                                                                               |                                                      |          |  |
| N.º                                                                                     | Título                      | Escritor(es)                                                                  | Productor(es)                                        | Duración |  |
| 10.                                                                                     | «Sometimes»                 | Martin, Kotecha, Salmanzadeh, Peter Svensson                                  | Martin, Ilya                                         | 3:46     |  |
| 11.                                                                                     | «I Don't Care»              | T. Brown, McCants, Travis Sayles, Franks, Michael Foster, Ryan Tedder, Grande | T. Brown, Travis "Travesty" Sayles, Franks, The Magi | 2:58     |  |
| 12.                                                                                     | «Bad Decisions»             | Grande, Martin, Kotecha, Salmanzadeh                                          | Martin, Ilya                                         | 3:46     |  |
| 13.                                                                                     | «Touch It»                  | Martin, Kotecha, Svensson, Ali Payami, Grande                                 | Martin, Payami                                       | 4:20     |  |
| 14.                                                                                     | «Knew Better / Forever Boy» | Grande Franks McCants Foster Tedder Brown                                     | TB Hits Mr. Franks Tedder                            | 4:59     |  |
| 15.                                                                                     | «Thinking Bout You»         | Svensson Chloe Angelides Jacob Kasher Hindlin Mathieu Jomphe Lépine           | Svensson Billboard                                   | 3:20     |  |
| 55:35                                                                                   |                             |                                                                               |                                                      |          |  |

| Dangerous Woman – Edición Japonesa (Bonus Track) |         |                              |               |          |  |
| N.º                                              | Título  | Escritor(es)                 | Productor(es) | Duración |  |
| 16.                                              | «Focus» | Grande Kotecha Svensson Ilya | Ilya Martin   | 3:31     |  |
| 59:05                                            |         |                              |               |          |  |

| Dangerous Woman – Edición exclusiva de Target (Bonus Tracks) |                               |                                                                       |                                   |          |  |
| N.º                                                          | Título                        | Escritor(es)                                                          | Productor(es)                     | Duración |  |
| 16.                                                          | «Step On Up»                  | Brown McCants Audino Shane Stevens Ryan Vojtesak Hughes Jamil Chammas | Vojtesak Twice as Nice Brown      | 3:01     |  |
| 17.                                                          | «Jason's Song (Gave It Away)» | Grande Jason Robert Brown                                             | Jason Robert Brown Jeffrey Lesser | 4:25     |  |
| 63:00                                                        |                               |                                                                       |                                   |          |  |

| Dangerous Woman – Japanese Special Price edition (bonus tracks) |         |                              |             |          |  |
| N.º                                                             | Título  | Escritor(es)                 | Producer(s) | Duración |  |
| 18.                                                             | «Focus» | Grande Kotecha Svensson Ilya | Ilya Martin | 3:31     |  |
| 66:31                                                           |         |                              |             |          |  |

| Dangerous Woman – Edición de lujo Japonesa (bonus DVD) |                                |              |          |  |
| N.º                                                    | Título                         | Director(es) | Duración |  |
| 1.                                                     | «Dangerous Woman» (Visual 1)   |              |          |  |
| 2.                                                     | «Dangerous Woman» (A cappella) |              |          |  |
| 3.                                                     | «Focus» (Music Video)          |              |          |  |
| 4.                                                     | «Focus» (Lyric Video)          |              |          |  |

## Fecha de lanzamiento
| Fecha              | Formato(s)          | Discográfica | Ref.   |
| ------------------ | ------------------- | ------------ | ------ |
| 20 de mayo de 2016 | CD Descarga digital | Republic     | [ 50 ] |

## Listas
| Listas (2016)                             | Mejor posición |
| ----------------------------------------- | -------------- |
| Alemania (Offizielle Top 100)             | 6              |
| Australia (ARIA)                          | 1              |
| Argentina (CAPIF)                         | 8              |
| Austria (Ö3 Austria)                      | 5              |
| Bélgica (Ultratop flamenca)               | 2              |
| Bélgica (Ultratop valona)                 | 6              |
| Brasil (ABPD)                             | 1              |
| Canadá (Billboard Canadian Albums)        | 2              |
| Corea del Sur (Gaon)                      | 21             |
| Corea del Sur (Gaon Internacional)        | 1              |
| Dinamarca (Hitlisten)                     | 5              |
| Escocia (ABPD)                            | 3              |
| España (PROMUSICAE)                       | 1              |
| Estados Unidos (Billboard 200)            | 2              |
| Finlandia (Suomen Virallinen Lista)       | 6              |
| Francia (SNEP)                            | 8              |
| Grecia (IFPI)                             | 4              |
| Hungría (MAHASZ)                          | 39             |
| Irlanda (IRMA)                            | 1              |
| Italia (FIMI)                             | 1              |
| Japón (Oricon)                            | 2              |
| México (AMPROFON)                         | 1              |
| Nueva Zelanda (Recorded Music NZ)         | 1              |
| Noruega (VG-lista)                        | 1              |
| Estados Unidos (Billboard Digital Albums) | 1              |
| Países Bajos (Album Top 100)              | 1              |
| Polonia (ZPAV)                            | 8              |
| Portugal (AFP)                            | 4              |
| República Checa (ČNS IFPI)                | 10             |
| Suecia (Sverigetopplistan)                | 4              |
| Suiza (Schweizer Hitparade)               | 3              |
| Taiwán(Five Music)                        | 1              |
| Reino Unido (UK Albums Chart)             | 1              |
| Uruguay (IFPI - Uruguay)                  | 16             |

## Certificaciones
| País           | Organismo certificador | Certificación | Certificaciones | Ref.    |
| -------------- | ---------------------- | ------------- | --------------- | ------- |
| Austria        | IFPI                   | Platino       | 15 000          | [ 87 ]  |
| Brasil         | Pro-Música Brasil      | 2× Platino    | 80 000          | [ 88 ]  |
| Canadá         | MC                     | 2× Platino    | 160 000         | [ 89 ]  |
| China          | ARCT                   | 4× Platino    | 80 000          | [ 87 ]  |
| Colombia       | ASINCOL                | Oro           | 20 000          | [ 90 ]  |
| Centroamérica  | IFPI                   | 2× Platino    | 15 000          | [ 91 ]  |
| Dinamarca      | IFPI                   | Platino       | 20 000          | [ 92 ]  |
| Estados Unidos | RIAA                   | Platino       | 1 000 000       | [ 93 ]  |
| Francia        | SNEP                   | Oro           | 50 000          | [ 94 ]  |
| Italia         | FIMI                   | Oro           | 25 000          | [ 95 ]  |
| Japón          | RIAJ                   | Oro           | 100 000         | [ 96 ]  |
| México         | AMPROFON               | 3× Platino    | 180 000         | [ 97 ]  |
| Polonia        | ZPAV                   | Platino       | 20 000          | [ 98 ]  |
| Reino Unido    | BPI                    | Oro           | 100 000         | [ 99 ]  |
| Suecia         | GLF                    | Oro           | 20 000          | [ 100 ] |